# Concordia sulla Secchia
Concordia sulla Secchia é uma comuna italiana da região da Emília-Romanha, província de Modena, com cerca de 8.214 habitantes. Estende-se por uma área de 41 km², tendo uma densidade populacional de 200 hab/km². Faz fronteira com Mirandola, Moglia (MN), Novi di Modena, Quistello (MN), San Giacomo delle Segnate (MN), San Giovanni del Dosso (MN), San Possidonio.

## Demografia
| Variação demográfica do município entre 1861 e 2011                               |
|                                                                                   |
| Fonte: Istituto Nazionale di Statistica (ISTAT) - Elaboração gráfica da Wikipedia |